# Gustav Erhart
Gustav Erhart (* 18. února 1951, Praha) je český básník a estetik.
Vystudoval dějiny umění na Filozofické fakultě Univerzity Karlovy, absolvoval v roce 1979, když obhájil práci o Josefu Čapkovi. Poté pracoval jako archivář, nejprve v Národním muzeu, později v Československé a České televizi. Roku 2014 odešel do důchodu.
V roce 1996 publikoval první sbírku básní, celkem jich vydal deset. Navíc doprovodil svými texty knihu koláží Pavla Holeky Hebrejská abeceda (2010). Autoři Panoramatu české literatury po roce 1989 Erhartovu tvorbu charakterizovali slovy: "Pracuje s nejrůznějšími lexikálními vrstvami jazyka, fascinován jeho výrazovými možnostmi. Neváhá obohacovat češtinu o neologismy. Bohatá hudebnost a zpěvnost Erhartových textů je v kontrastu se skeptickým, baladickým vyzněním básní, vyjadřujícím tragiku lidské existence."
Krom toho napsal knihu Barevné dráhy snů: Studie o výtvarném umění (2008). Jeho výtvarné studie vyšly i v monografiích Aleny Bílkové (2010), Antonína Michalčíka (2012), Karla Votlučky (1998), Jindřicha Zeithammla (2002). Jeho studie byla zařazena rovněž do knihy Expresionismus v estonském umění (2005).

### Poezie
- Purgatorium (1996)
- Proudnice nenávratna (2000)
- Podpůrná ticha (2002)
- Průniky prázdnem (2004)
- Podvojná znamení (2005)
- Podél Pyrifl eghetónu (2006)
- Proudy podzemních vod (2012)
- Purpurové stíny (2013)
- Předtuchy a poznání (2013)
- Přeludy pozdního podzimu (2021)[3]

### Studie
- Barevné dráhy snů: Studie o výtvarném umění (2008)[4]